# 神田正輝の30日間30万円世界一周の旅
『神田正輝の30日間30万円世界一周の旅』（かんだまさきの30にちかん30まんえんせかいいっしゅうのたび）は、1994年4月24日にTBSで放送された特別番組である。神田正輝と神田利則が30万円を元手に、列車、バスを乗り継ぎ30日間で世界を一周に挑んだ。

## 出演者
- 神田正輝
- 神田利則